# Fitração glomerular
A filtração glomerular é a filtração do sangue pelo glomérulo renal, levando a formação primária de urina. A glicose, juntamente da água, íons positivos e moléculas pequenas, possui características que a torna totalmente permeável à barreira de filtração, ou seja, é totalmente filtrada. Enquanto que proteínas, moléculas grandes e íons negativos apresentam maior dificuldade de filtração. A barreira de filtração é uma membrana no glomérulo que apresenta capacidade de selecionar os meterias que irão permear o espaço de Bowman e que farão parte do ultrafiltrado.

## Espaço de Bowman
Anatomicamente, o corpúsculo renal será formado do glomérulo, que consiste em uma rede de capilares suprida pela arteríola aferente e drenada por uma eferente. Os capilares ali presentes são recobertos por células epiteliais, chamadas de podócitos, que dão origem a camada visceral da cápsula de Bowman. A camada parietal da cápsula será formada por células viscerais que estarão voltadas para fora de polo vascular. É denominado Espaço de Bowman o espaçamento entre as camadas visceral e parietal. As células endoteliais dos capilares glomerulares serão recobertas por uma membrana basal, formada essencialmente de podócitos.

## Barreira de Filtração
As células endoteliais dos capilares glomerulares serão recobertas por uma membrana basal, formada essencialmente de podócitos. O conjunto formado pelo endotélio capilar, a membrana basal e os processos podais dos podócitos formam a chamada Barreira de Filtração, que determina as propriedades de permeabilidade para filtração do glomérulo, que será livremente permeável a água, Na+ e pequenos solutos, como a Glicose, e praticamente impermeável a proteínas. A barreira de filtração é quem irá determinar a composição do ultrafiltrado plasmático, pois restringe a filtração de moléculas com base em seu tamanho e carga elétrica. De modo geral, moléculas com raio molecular de até 20 Å são filtradas livremente. Entre 20 e 42 Å, filtradas de forma variável, com base na sua carga elétrica ou peso molecular, e moléculas com tamanho acima de 42 Å são pouco filtradas. Quanto a carga elétrica, de modo simplificado, íons de carga negativa apresentam maior dificuldade de filtração quando comparados aos íons de cargas neutras e positivas. Esta característica se deve pois há glicoproteínas com cargas negativas na superfície de todos os componentes da barreira de filtração glomerular. Essas glicoproteínas irão repelir moléculas de carga semelhante. Uma vez que a maioria das proteínas plasmáticas tem cargas negativas, isso explica a sua menor filtração glomerular. Íons positivos, então, apresentam maior facilidade para permear a barreira.

## Características da glicose
A molécula de glicose, um dos produtos da fotossíntese e fundamental para o processo de respiração celular, apresenta um raio molecular de 3 a 8 Å e um peso molecular de 180 g/mol. Sua passagem para o filtrado, então, não sofre restrição. Desse modo, a concentração de glicose no filtrado em comparação com o do plasma é praticamente idêntica. Isso porque, quanto maior o raio molecular ou o peso molecular, menor a filtrabilidade da substância.

## Reabsorção de glicose
Após filtração glomerular a glicose vira parte do ultrafiltrado e só será reabsorvida completamente no córtex renal, no segmento S1 do túbulo proximal. Para que isso ocorra, a glicose é absorvida em cotransporte juntamente com o ion Na+. Trata-se de um transporte ativo secundário, em que a bomba carreadora usa a energia do gradiente de sódio para dirigir o transporte das moléculas de glicose. Primeiramente ocorre a passagem do sódio a favor do seu gradiente de concentração, o que faz com que a glicose seja levada contra seu gradiente de concentração do meio extracelular, de gradiente negativo, para o citoplasma, de gradiente positivo. Em seguida a glicose é transportada por uma proteína transportadora específica para glicose do tipo 2 (GLUT2), que fica localizada na membrana basolateral, levando essa molécula de uma região de maior concentração para outra de menor concentração, ou seja, a glicose será levada por difusão facilitada do meio intracelular de volta para o plasma sanguíneo. Por fim, o sódio é bombeado para fora pela enzima Na+-K+-ATPase.

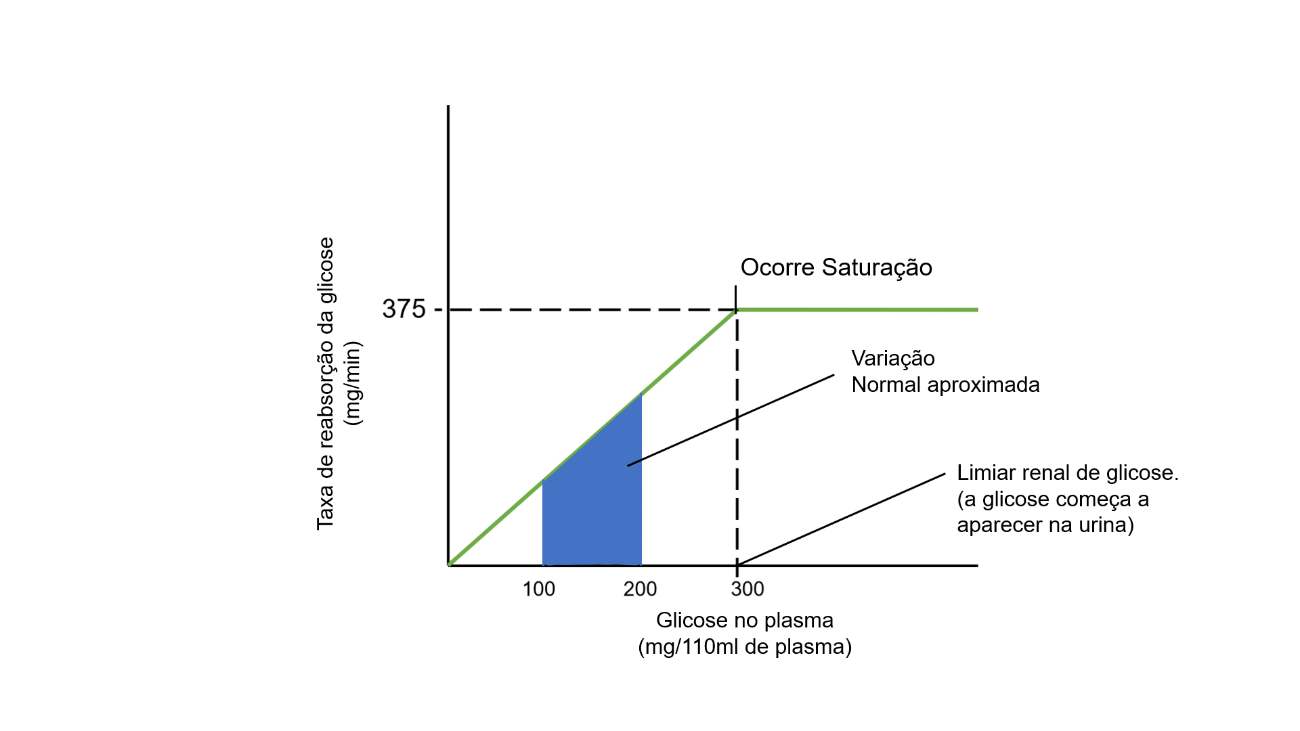

## Proteínas transportadoras de glicose

### Proteína SGLT
É feito através de um mecanismo de co-transporte presente na parte apical do túbulo proximal renal. Para isso a glicose se acopla ao movimento gerado pelo gradiente de concentração do sódio, que também é transportado ao mesmo tempo. A proteína responsável por esse transporte tem dois locais de fixação ao seu lado externo, um para glicose e outro para o sódio. Além disso, uma propriedade importante da proteína é que ela apresenta mudanças em sua confirmação, o que permite a movimentação do sódio para o interior da célula somente após o acoplamento da glicose, ou seja, somente quando as duas estão acopladas é que a mudança na conformação ocorre.

### Proteína Glut2
A proteína carreadora presente na membrana basolateral possui uma taxa de saturação de reabsorção da glicose de até 375mg/min, abaixo disso a concentração de glicose no plasma e no filtrado é menor que a capacidade de reabsorção tubular, logo, a glicose não aparece na urina, onde a taxa de reabsorção é proporcional a concentração no plasma até o transporte máximo ser atingido. Acima disso, isto é, quando a concentração de glicose no plasma e no filtrado excedem a capacidade reabsorção tubular, tem-se o aparecimento de glicose na excreta, condição identificada como glicosúria.

### Depuração Renal da glicose (Clearence)
A depuração renal é um fenômeno em que a fração filtrada do plasma é transformada em filtrado glomerular e depois em urina. Sendo assim, em relação à concentração plasmática, substâncias eliminadas pelo rim apresentam um clearance maior do que as não eliminadas. De modo contrário, substâncias que apresentam uma maior reabsorção para o organismo e menor eliminação pela urina, apresentam um clearance menor. Em níveis normais de glicose no organismo, a taxa de depuração da glicose será 0 pois será totalmente filtrada e reabsorvida. Níveis acima de glicose fazem com que as proteínas responsáveis pelo transporte na reabsorção fiquem saturadas limitando sua ação, dessa forma, a molécula aparecerá na urina, caracterizando o quadro de glicosúria. A concentração normal de glicose no sangue com o indivíduo em jejum é de 99 mg/dL, medida comumente utilizada em testes para verificar a diabete.

### Fisiopatologias
A filtração glomerular é um importante indicativo para avaliação da função renal, distúrbios nesses processos podem ser observados na Doença Renal Crônica (DRC), uma síndrome metabólica por perda irreversível da função glomerular, tubular e endócrina dos rins. Com a redução da função renal ocorre alterações progressivas no metabolismo comprometendo o balanço de níveis plasmáticos de eletrólitos tais como sódio (Na), potássio (K), cálcio (Ca), fósforo (Fos) e consequentemente metabolismo mineral e ósseo, entre outros e do hormônio da paratireoide (PTH).
Aumentar os níveis de Fos e PTH no organismo, faz com que os rins percam a capacidade de excreção de substâncias tóxicas levando a uma hiperfosfatemia e uma estimulação maior da produção de PTH (9) , cuja principal função é prevenir a hipocalcemia,  liberando Ca na circulação através do estímulo dos osteoclastos na lise óssea. Esse hiperparatireoidismo contribui para o aumento dessa atividade e consequente degradação óssea.A DCR também pode ser fruto do mal controle dos níveis de glicose (G) plasmática em pacientes diabéticos. Esses pacientes podem evidenciar períodos diversificados de hipoglicemia e hiperglicemia pelo desbalanço hormonal plasmático, pois os hormônios que contrabalançam a ação da insulina (glucagon, cortisol, hormônio de crescimento e as catecolaminas) se elevam, em virtude da redução da excreção renal. Tal fato acomete inadequadamente a secreção pancreática de insulina, levando a uma alteração atribuída à depleção de K intracelular nas ilhotas de Langerhans.

### Disfunções Glicolíticas
Os túbulos renais reabsorvem na forma ativa a glicose oriunda da filtração glomerular, e a excreção urinária dessa substância pelos rins impede níveis plasmáticos tóxicos e estado de hiperglicemia extrema, gerando hiperosmolaridade e a desidratação intracelular. Quando encontrada em excesso a glicose é covertida em sorbitol, estocando-se nos tecidos, túbulos renais e nos glomérulos, levando a lesão tecidual e conseguinte elevação do diacilglicerol (DAG). O DAG é um mediador endógeno da ativação celular de proteína quinase C, relacionada a patogênese da nefropatia diabética.

### Extravasamento Retrógrado
Quando as células tubulares perdem sua integridade, também pode ocorrer um extravasamento retrógrado do filtrado de forma que este seja reabsorvido de forma anormal a parti do lúmen tubular para o interstício renal, isso promove uma diminuição da TFG e contribui para a azotemia. Uma parede capilar glomerular com menor permeabilidade acarreta redução na filtração glomerular, da mesma forma, a lesão dos segmentos tubulares proximais reduzem a absorção e aumentam o aporte de solutos para o néfron distal e mácula densa, criando constrição das arteríolas aferentes dos néfrons.